# Cabecera municipal
Cabecera municipal är en latinamerikansk benämning på ett kommunsäte, en administrativ huvudort i en kommun. Termen förekommer i Argentina, Colombia, Honduras, Mexiko, Guatemala och flera andra spansktalande latinamerikanska länder. Cabecera är en böjning av ordet cabeza som betyder huvud.